# Xenopsylla cheopis
La Xenopsylla cheopis, o pulce del ratto orientale è un parassita in particolar modo dei roditori, predilige soprattutto il genere Rattus ed è considerato dagli epidemiologi il principale vettore di diverse patologie quali il tifo murino e la peste bubbonica. La modalità più diretta di trasmissione si ha quando questo parassita si nutre del sangue di un ratto infetto ed entra successivamente in contatto con l'uomo. La più grande epidemia di peste nota alla storia del mondo occidentale, la terribile Peste nera, fu causata proprio da questo parassita.

## Caratteristiche
La pulce del ratto orientale non è dotata di pettine pronotale e genale, e questo consente di distinguerla dalla Ctenocephalides felis o pulce del gatto e dalla Ctenocephalides canis o pulce canina, così come da altre specie di pulci.
Studi di laboratorio hanno mostrato che le condizioni ideali per la sua riproduzione sono i climi secchi con temperature comprese tra 20 e 25 °C.

## Scoperta
La pulce fu individuata per la prima volta nel Sudan e descritta nel 1903 dall'entomologo Charles Rothschild, in collaborazione con il suo collega tedesco Karl Jordan, i quali le diedero il nome di Xenopsylla cheopis in onore della piramide di Cheope.

## Il ruolo di vettore patogeno
La Xenopsylla cheopis è stata il veicolo di numerose epidemie, essendo ospite di bacilli come la Yersinia pestis, della Rickettsia typhi, ma anche di altri parassiti quali i vermi della classe dei cestoda Hymenolepis diminuta e Hymenolepis nana, agenti patogeni della Imenolepiasi, malattia diffusa soprattutto nei paesi a clima caldo e secco, dove i livelli igienico-sanitari sono molto bassi. La capacità di trasmettere le malattie può essere trasmessa da una generazione all'altra delle pulci attraverso le uova.
L'azione di vettore è molto semplice, inizialmente la Xenopsylla cheopis si nutre di sangue infetto mentre è ospite del ratto o di qualsiasi altro animale ospite. Successivamente essa si trasferisce sull'uomo e, nutrendosi del suo sangue, emette della saliva che contiene sostanze anticoagulanti, nella quale sono presenti anche i bacilli della Yersinia pestis o della Rickettsia typhi, i quali entrano così nel circolo sanguigno dell'uomo, infettandolo.